# Roy William Neill

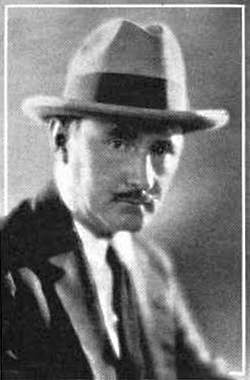
Roy William Neill (1921)

Roy William Neill, eigentlich Roland de Gostrie (* 4. September 1887 nahe Irland; † 14. Dezember 1946 in London, Vereinigtes Königreich) war ein irischer Filmregisseur.

## Leben
Roy William Neill wurde auf einem Schiff vor der Küste von Irland geboren, auf dem sein Vater der Kapitän war. Sein Geburtsname war Roland de Gostrie. Neill begann seine Arbeit als Regisseur 1917 mit einem Stummfilm. In den folgenden Jahren führte Neill vor allem Regie bei kleineren Produktionen, zu den Höhepunkten seiner frühen Laufbahn zählen der Western Der Arizona-Tiger (1927) mit Tom Mix und der Wikingerfilm Die Teufel der Nordsee (1928) mit Donald Crisp. In den 1930ern drehte Neill vor allem B-Movies, darunter beispielsweise der Horrorfilm Das schwarze Zimmer mit Boris Karloff in der Hauptrolle. Zwischen 1935 und 1940 arbeitete er in London als Filmregisseur. Fast hätte er bei Eine Dame verschwindet Regie geführt, doch Terminprobleme verhinderten seinen Einsatz, sodass schließlich Alfred Hitchcock die Regie übernahm.
Nach Beginn des Zweiten Weltkrieges kehrte Neill in die Vereinigten Staaten zurück. Bekannt wurde er dann vor allem als Regisseur und Produzent der letzten elf der insgesamt vierzehn Sherlock-Holmes-Filme mit Basil Rathbone und Nigel Bruce in den Hauptrollen. Diese waren zwar auch B-Filme, erfreuen sich aber bis heute noch großer Beliebtheit und erreichten auch während ihrer Entstehungszeit größere Popularität. Außerdem inszenierte er während dieser Zeit den Horrorfilm Frankenstein trifft den Wolfsmenschen (1943) und den Film noir Vergessene Stunde (1946).
Neill starb 1946 in London an einem Herzinfarkt, kurz nach Einstellung der legendären Krimireihe.

## Filmografie (Auswahl)
- 1917: The Girl, Glory
- 1919: Puppy Love
- 1921: The Conquest of Canaan
- 1921: The Iron Trail
- 1925: Marriage in Transit
- 1926: Das schwarze Paradies (Black Parasise)
- 1927: Der Arizona-Tiger (The Arizona Wildcat)
- 1928: Die Teufel der Nordsee (The Viking)
- 1928: Lady Raffles
- 1933: The Circus Queen Murder
- 1934: Schwarzer Mond (Black Moon)
- 1935: Das schwarze Zimmer (The Black Room)
- 1942: Die Geheimwaffe (Sherlock Holmes and The Secret Weapon)
- 1943: Frankenstein trifft den Wolfsmenschen (Frankenstein Meets the Wolf Man)
- 1943: Verhängnisvolle Reise (Sherlock Holmes in Washington)
- 1943: Gespenster im Schloß (Sherlock Holmes Faces Death)
- 1943: Das Spinnennest (Sherlock Holmes and The Spider Woman)
- 1944: Zigeuner-Wildkatze (Gypsy Wildcat)
- 1944: Die Kralle (The Scarlet Claw)
- 1944: Die Perle der Borgia (The Pearl of Death)
- 1945: Das Haus des Schreckens (Sherlock Holmes and the House of Fear)
- 1945: Die Frau in Grün (The Woman in Green)
- 1945: Gefährliche Mission (Pursuit to Algiers)
- 1946: Juwelenraub (Terror by Night auch: The Stolen Jewels)
- 1946: Jagd auf Spieldosen (Dressed to Kill auch: Prelude to Murder)
- 1946: Vergessene Stunde (Black Angel)